# ンゼマ語
ンゼマ語（ンゼマご、英: Nzema language）はクワ語群に属する言語である。話者はガーナ南西部およびコートジボワール南東部に居住するンゼマ族の人々である。

## 言語名別称
- Appolo
- apollonien（フランス語）[2]
- Nzima
- ンジマ語

## 方言
- Evalue

## 辞書
英語:
- Aboagye, P. A. Kwesi (1992). Nzema Nee Nrelenza Edwɛbohilelɛ Buluku. Accra: Bureau of Ghana Languages. NCID BA80967109